# Larry Mize
Pour les articles homonymes, voir Mize.
Larry Mize, né le 23 septembre 1958 à Augusta (Géorgie), est un golfeur américain. Au cours d'une carrière honorable sur le PGA Tour (le circuit américain), il a réussi un coup mémorable — un chip-in sur le trou 11 — avec lequel il remporta le play-off du Masters en 1987.
Mize commença sa carrière professionnelle en 1980 et remporta sa première victoire en 1983. Au Masters de 1987, Mize disputa un play-off contre Severiano Ballesteros et Greg Norman. Ballesteros fut éliminé dès le trou 10, premier trou de play-off à Augusta. Sur le trou suivant, le numéro 11, un long par 4, Mize s'égara au second coup pour finir loin du drapeau et la victoire paru promise à Norman. Mais Mize rentra directement son chip avec son sandwedge et fêta sa victoire en dansant autour du green. Il remporta alors le prestigieux tournoi de sa ville natale.
Mize joua la Ryder Cup en 1987 et la Dunhill Cup (la coupe du monde) en 2000. Il évolue encore aujourd'hui sur le PGA Tour.

## Palmarès
- 1983 Danny Thomas Memphis Classic (PGA Tour)
- 1987 Masters de golf (PGA Tour)
- 1993 Northern Telecom Open, Buick Open (PGA Tour)
- 1988 Casio World Open (Japan Golf Tour)
- 1989 Dunlop Phoenix Tournament (Japan Golf Tour)
- 1990 Dunlop Phoenix Tournament (Japan Golf Tour)
- 1993 Johnnie Walker World Championship (épreuve non affiliée)
- 2010 Championnat de Montréal (Champions Tour)